# Who Can It Be Now?
Singles de Men at Work
Keypunch Operator Down Under
Who Can It Be Now? est une chanson du groupe australien Men at Work sortie en single en mai 1981, extraite de l'album Business as Usual. 
Après la sortie d'un premier single en nombre limité sur un label indépendant en 1980 intitulé Keypunch Operator (avec en face B une première version de la chanson Down Under), le groupe sort Who Can It Be Now? sur le label Columbia et connaît un succès international. 
Il se place no 2 dans les classements australiens, no 1 en Israël, no 1 également dans le Billboard Hot 100 aux États-Unis en octobre 1982. Au Canada il atteint la 8e place et est certifié disque d'or.
Une version acoustique est sortie en 2003.

## Production
Le titre a été écrit par Colin Hay et produit par Peter McIan. 

## Reprises
Colin Hay, ayant continué une carrière en solo, a repris la chanson en acoustique sur son album Man @ Work de 2003.

## Classements et certifications
| Classement (1981-1983)           | Meilleure place |
| -------------------------------- | --------------- |
| Afrique du Sud (Springbok Radio) | 5               |
| Allemagne (Media Control AG)     | 71              |
| Australie (ARIA)                 | 2               |
| Canada (100 Singles)             | 8               |
| États-Unis (Billboard Hot 100)   | 1               |
| France (IFOP)                    | 20              |
| Irlande (IRMA)                   | 18              |
| Israël                           | 1               |
| Italie (FIMI)                    | 10              |
| Nouvelle-Zélande (RMNZ)          | 45              |
| Pays-Bas (Single Top 100)        | 49              |
| Royaume-Uni (UK Singles Chart)   | 45              |

| Pays                  | Certification |
| --------------------- | ------------- |
| Canada (Music Canada) | Or            |